# Stilbula tonyi
Stilbula tonyi är en stekelart som beskrevs av T.C. Narendran och Girish Kumar 2004. Stilbula tonyi ingår i släktet Stilbula och familjen Eucharitidae. Inga underarter finns listade i Catalogue of Life.